# Wujia (köping i Kina, Sichuan)
Wujia (kinesiska: 吴家镇, 吴家) är en köping i Kina. Den ligger i provinsen Sichuan, i den sydvästra delen av landet, omkring 100 kilometer nordost om provinshuvudstaden Chengdu. Antalet invånare är 16 712. Befolkningen består av 8 161 kvinnor och 8 551 män. Barn under 15 år utgör 13,0 %, vuxna 15-64 år 74 %, och äldre över 65 år 11,0 %.
Genomsnittlig årsnederbörd är 1 156 millimeter. Den regnigaste månaden är juli, med i genomsnitt 309 mm nederbörd, och den torraste är december, med 8 mm nederbörd.